# Edwin Lester Arnold
Ne doit pas être confondu avec Edwin Arnold.
Edwin Lester Arnold est un écrivain et journaliste anglais, né le 14 mai 1857 à Swanscombe dans le Kent et mort dans cette ville le 1er mars 1935.

## Biographie
Fils du poète et journaliste anglais Edwin Arnold, il passe une partie de son enfance en Inde où son père occupe pendant sept ans le poste de principal du Government Sanskrit College de Pune ; mais il effectue ses études en  Angleterre dans l'agriculture et l'ornithologie. Il publie son premier texte A Holiday in Scandinavia en 1877, et entre comme journaliste en 1883 au London Daily Telegraph,. 
Il écrit plusieurs textes de fiction ; son premier roman The Wonderful Adventures of Phra the Phoenician qui met en scène un guerrier dans un état inexpliqué d'animation suspendue le rendant témoin des diverses invasions ou tentatives d'invasion de l'Angleterre, est d'abord publié en 24 livraisons dans le prestigieux magazine The Illustrated London News du 5 juillet au 3 décembre 1890, avant de l'être sous forme de livre aux États-Unis la même année.
Le plus réputé de ses romans, Gullivar Jones sur Mars, est publié en 1905 ; mais confronté à un trop faible succès, Edwin Lester Linden Arnold décide de renoncer à l'écriture. 
Cette nouvelle est considérée comme précurseur du Cycle de Mars d'Edgar Rice Burroughs. 
Son dernier ouvrage The Soul of the Beast, est publié à titre posthume en 1960.

## Œuvres

### Romans et nouvelles
- The Wonderful Adventures of Phra the Phœnician, New York, Harper & Brothers, 1890 Lire en ligne.
- The Story of Ulla and Other Tales, Londres et New York, Longmans, Green, 1895 ; l'une des nouvelles du recueil, Rutherford the Twice-Born est un texte fantastique.
- The Constable of St. Nicholas, Londres, Chatto & Windus, 1902 Lire en ligne.
- Lepidus the Centurion: A Roman of Today, New York, T.Y. Crowell & Co., 1901 Lire en ligne.
- Gullivar Jones sur Mars, 1905 Lire en ligne ; réédition, New York, Arnold, 1975.

### Ouvrages documentaires
- A Summer Holiday in Scandinavia, Londres, Sampson Low, 1877 Lire en ligne.
- Coffee: Its Cultivation and Profit, Londres, W.B. Whittingham, 1886.
- Bird Life in England, Londres, Chatto and Windus, 1887 Lire en ligne.
- England as She Seems: Being Selections from the Notes of an Arab Hadji, Londres, 1888.
- On the Indian Hills: or, Coffee-planting in Southern India, Londres, S. Low, 1893.
- The Soul of the Beast, Londres, 1960.